# 穆罕默德·拉希姆二世
賽義德·穆罕默德·拉希姆·巴哈杜爾二世， (1847–1910)，中亞希瓦汗國弘吉剌王朝可汗，由1864年統治至1910年。
他統治時期汗國成為沙俄保護國(1873年)，但汗國也經歷了一個文化復興的高峰。他在1874年把印刷術引入希瓦，同時把很多波斯語作品翻譯成察合台語。
他也是一位詩人，筆名菲羅茲。